# Polaraufnahme
Unter Polaraufnahme oder Polarpunktaufnahme versteht man die Bestimmung der Lage von Objektpunkten (Neupunkten) durch Richtungs- und Streckenmessung. Sie ist die häufigste Methode bei der technischen Vermessung oder bei Absteckungen. 
Dazu werden horizontale und vertikale Richtungen sowie Strecken gemessen. Das gebräuchliche Messinstrument für diesen Zweck ist ein Theodolit oder ein elektronisches Tachymeter, das die Strecken elektronisch messen kann. Meist werden die Strecken schräg gemessen und mit den Vertikalwinkeln (Zenitdistanz) in die Horizontalebene reduziert. Das Tachymeter realisiert ein lokales polares Koordinatensystem mit Ursprung im Instrumentenzentrum. Um den Bezug zum übergeordneten Koordinatensystem der Vermessung herzustellen, müssen Standpunkt und Orientierung bestimmt werden.
Im einfachsten Fall wird das Gerät auf einem bekannten Standpunkt aufgebaut. Die Orientierung kann dann durch Richtungsmessung zu einem oder mehreren ebenfalls bekannten Anschlusspunkten bestimmt werden.
Bei der in der Praxis vielseitiger eingesetzten freien Standpunktwahl ist der Instrumentenstandpunkt frei wählbar (gute Geländeeinsehbarkeit). Die Standpunktkoordinaten sowie die Orientierung werden durch Messung von Richtungen und Strecken zu mindestens zwei koordinatenmäßig bekannten Punkten bestimmt (Koordinatentransformation).
Bei der polaren Absteckung müssen zunächst die gewünschten kartesischen Koordinaten umgerechnet werden in polare Koordinaten, bezogen auf den Standpunkt des Messgerätes. 
Um genaue Messergebnisse zu gewährleisten, sollten folgende Punkte beachtet werden:
- Die Distanzen zu den Aufnahmepunkten sollten nicht größer sein als die Distanzen zu den Anschlusspunkten.
- Alle Messungen sollten kontrolliert ausgeführt werden:
  - Es sollten mehr Anschlussmessungen als mindestens notwendig durchgeführt werden.
  - Die Stationierung ist am Anfang und am Ende der Messung zu bestimmen.
  - Aufnahmepunkte sollten
    - von mehreren Standpunkten angemessen oder
    - durch Sperrmaße kontrolliert werden.